# Edward Johnson
 (août 2022).
Si vous disposez d'ouvrages ou d'articles de référence ou si vous connaissez des sites web de qualité traitant du thème abordé ici, merci de compléter l'article en donnant les références utiles à sa vérifiabilité et en les liant à la section « Notes et références ».
Pour les articles homonymes, voir Edward Johnson (homonymie).
Edward Johnson est un compositeur anglais, actif entre 1572 et 1601.

## Biographie
Edward Johnson fut employé comme musicien par la famille Kitson – qui résidait à Hengrave Hall dans le Suffolk – à partir de 1572. En 1575, il participa à un divertissement organisé à Kenilworth par le comte de Leicester pour la reine Élisabeth tout en restant quelques années encore au service des Kitson.
En 1591, il fournit une version de deux chansons interprétées lors de festivités organisées pour la reine Élisabeth par Edward Seymour, comte d’Hertford, en son domaine d’Elvetham dans le Hampshire.
En 1594, il devint Bachelor of music de l’université de Cambridge (il avait demandé que John Bull soit l’un des examinateurs).
Quatre ans plus tard, Johnson est mentionné dans le Palladis Tamia (publié à Londres en 1598) comme « un des importants compositeurs d’Angleterre ». C’était certainement le cas puisque Morley invita Johnson à contribuer aux The Triumphs of Oriana (1601) et que William Byrd transcrivit pour clavier une pavane et une gaillarde composées par Johnson.

## Œuvres
Source.
- Com agayne (2 voix & 3 violes), 1591
- Elisa is the fayrest quene (1 voix & 4 violes), 1591
- 3 Psaumes, 1592
- Madrigal (6 voix), 1601
- Ah, sillie John (chanson à 3 voix)
- Paduan, 1621
- Jhonsons Medley : cette pièce, originellement écrite pour luth, comporte 6 sections (chacune avec sa variation) et une courte coda. « On y observe des éléments mélodiques et formels qui rappellent tout à fait ceux du Medley de Byrd : figuration sobre, homophonie, contrastes rythmiques » [2]. On trouve une transcription anonyme dans le Fitzwilliam Virginal Book, une transcription par William Byrd dans le Forster Virginal Book et une par Randall dans le Tisdale's Virginal Book.
- Pavana « Delight » (transcription par William Byrd dans le Fitzwilliam Virginal Book; aussi dans le Forster Virginal Book)
- Galiarda (idem)